# Wayke
Wayke är en digital marknadsplats i Sverige för bilar.

## Historia
Wayke grundades under hösten 2017 av Motorbranschens riksförbund (MRF).
Sedan starten och fram till våren 2019 har företaget haft ett negativt resultat på 100 miljoner kronor. Det dröjde till 2022 innan bolaget för första gången kunde uppvisa ett positivt ekonomiskt resultat.
Vintern 2023 meddelade man att plattformen skulle lanseras i Norge.